# Kartvél nyelvek

Dél-kaukázusi nyelvek

A kartvéli nyelvek (ქართველური ენები) (vagy dél-kaukázusi nyelvek) a kaukázusi nyelvek egy csoportja, amelynek beszélői főképp Grúziában, részben Törökországban, Iránban, Görögországban, Oroszországban és Izraelben élnek.

## Csoportosításuk
- Grúz nyelvek
  - Grúz (grúzul kartuli): Több mint négymillióan beszélik, ebből 3,9 millióan Grúziában. Jelentős grúz közösségek élnek még Törökországban és Iránban.
- Zan nyelvek
  - Mingrél (mingrélül margaluri, grúzul megruli): Mintegy 500 ezren beszélik 1989-es adatok szerint, főleg a nyugat-grúziai Mingrélia régióban és Abházia egyes részeiben. Sok Abháziából elmenekült mingrél él Tbilisziben és az ország más részeiben.
  - Láz (lázul lazuri, grúzul csanuri): 1980-ban mintegy 220 ezerre becsülték a beszélők számát (ebből mintegy 220 ezren Törökországban, mintegy kétezren, más források szerint 30 ezren Grúziában, főleg Adzsariában). Más becslések szerint a lázt beszélők száma akár százezres nagyságrendű is lehet.
- Szván nyelv (szvánul lusnu, grúzul szvanuri): Mintegy 15 ezren beszélik Grúzia Szvanéti régiójában.

A grúz és a kivruli kivételével e nyelvek nem kölcsönösen megérthetőek. Közeli rokonságuk azonban nyilvánvaló. A lázt és a mingrélt néha még ma is egy nyelv, a zan nyelvjárásainak nevezik.
A dél-kaukázusi nyelvek rokonságát a nyelvészeti szakirodalomban először J. Güldenstädt feltételezte a 18. században, az 1840-es években pedig G. Rosen, M. Brosset, F. Bopp és mások pedig bizonyították is. A proto-kartvéli nyelv, amelyből kiszakadtak, valamikor a Kr. e. 3. vagy Kr. e. 2. évezredben létezhetett a mai Grúzia és Törökország területén.
Egyes nyelvészek (köztük A. Csikobava, G. Klimov, T. Gamkrelidze és G. Macsavariani) kutatásai alapján a proto-kartvélitől először a szván vált le a Kr. e. 2. évezredben vagy akár korábban, mintegy ezer évvel később kivált a grúz, a láz és a mingrél pedig csak mintegy 500 évvel ezelőtt váltak szét.

## Szélesebb rokonság
Eddig nem sikerült bizonyítani a dél-kaukázusi nyelvek rokonságát más csoporttal, még más kaukázusi nyelvekkel sem. (A kaukázusi nyelvek csoportja nem rokonságon, hanem földrajzi közelségen alapul.)
Voltak nyelvészek, akik megkíséreltek felállítani egy nosztratikus nyelvek nevű szupercsaládot, amelybe az indoeurópai, az uráli és más nyelvcsaládok mellett bekerülne a kartvéli is, a szupercsalád létezésének és a dél-kaukázusi nyelvek kapcsolódásának bizonyítása azonban nehézségekbe ütközik.
Vannak, akik a baszk nyelvvel való hasonlóságokra mutattak rá, főleg az esetek rendszerében, a legtöbb nyelvész azonban e hasonlóságokat kevésnek és inkább véletlennek tartja.
Sok hasonlóságot más nyelvekkel történelmi kölcsönhatások magyaráznak. A dél-kaukázusi nyelvek sokat kölcsönöztek az észak-kaukázusi nyelvektől, és ez fordítva is igaz. Az átvett elemek közt a szókincsen túl vannak grammatikaiak is. Amennyiben az erősen vitatott, a baszk, a burusaszki és észak-kaukázusi nyelveket egy családba foglaló dené–kaukázusi elmélet igaz, a baszk nyelv hasonlóságai is ilyen indirekt csatornákon keresztül keletkezhettek.
Ismert az is, hogy az indoeurópai nyelvek hatást gyakoroltak már a proto-kartvéli nyelvre.

## Státuszuk
A grúz nyelv Grúziában hivatalos nyelv, az ország lakóinak kilenctizede beszéli. Saját, minden más írástól különböző ábécével rendelkezik, amelyet a legkorábbi fennmaradt szövegek alapján már az 5. században használtak.
A mingrél írásbeliség, amely 1864-re nyúlik vissza, szintén a grúz ábécét használja. A mingrélek 1930 és 1938 közt (aztán 1989 óta) viszonylagosan kulturális autonómiával rendelkeztek, ami jót tett írásbeliségük fejlődésének.
A láz nyelv legnagyobb, Törökországban élő közösségei 1927 és 1937 közt rendelkeztek írásbeliséggel, és ezt a legutóbbi évtizedekben újraélesztették. A török ábécé egy a láz hangrendszer céljaira átalakított változatát használják.
A kivruli a grúziai zsidók ősi közösségeinek nyelve. Gyakran írják héber ábécével.